# Pagoda Uppatasanti
La Pagoda Uppatasanti (también llamada la "Pagoda de la Paz") es un hito importante en Naipyidó, la nueva capital del país asiático de Birmania. La pagoda alberga una reliquia del "diente de Buda de China". Es casi una réplica del mismo tamaño de la pagoda de Shwedagon en Rangún y se encuentra a 99 metros (325 pies) de altura.
La construcción de la pagoda de Uppatasanti comenzó el 12 de noviembre de 2006, con la ceremonia de inicio, y se terminó en marzo de 2009, construida bajo la dirección de Than Shwe, jefe del gobernante de consejo Estado para la Paz y el Desarrollo de Birmania. La tarjeta de invitación para la participación en la ceremonia inicial tenía la frase "Rajahtani Naypyidaw" ( la capital real en la que reside el rey ). La pagoda es 30 cm más pequeña que la pagoda de Shwedagon.